# Universität Nordland

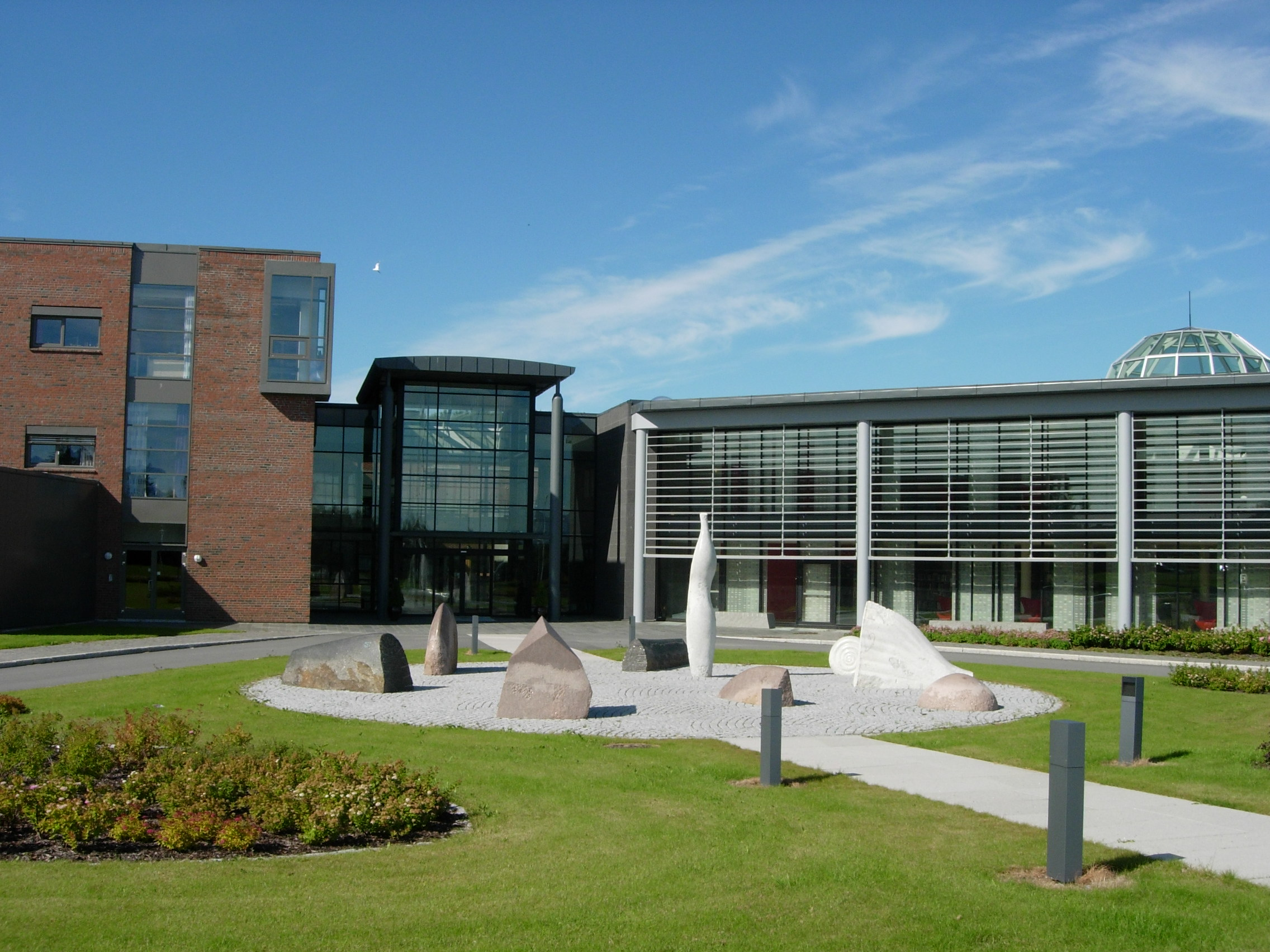

Die Universität Nordland (norw.: Universitetet i Nordland, UiN) war eine von 1994 bis 2016 bestehende staatliche Universität in der norwegischen Stadt Bodø mit 4800 Studenten und 430 wissenschaftlichen Angestellten (2006). Die Hochschule gliederte sich in vier Fakultäten. Rektor der Hochschule war Pål Pedersen. Sie war Mitglied der Universität der Arktis.
Die Hochschule bot insgesamt 80 Studiengänge und war in folgende Bereiche unterteilt:
- Fischerei und Naturfächer
- Handelshochschule
- Pädagogik

Mit Wirkung zum 1. Januar 2016 ist sie in die Nord Universität übergegangen.